# Награда Тэдзуки
Награда Тэдзуки (яп. 手塚賞 Тэдзука Сё:) — ежегодная награда, присуждаемая с 1971 года начинающим мангакам, сделавшим вклад в развитие манги. Премия была названа в честь знаменитого мангаки Осаму Тэдзуки и изначально присуждалась японской компанией Shueisha в её популярном журнале Shonen Jump до 1995 г.
Как правило, награда Тэдзуки предназначена только для начинающих художников, и должна работать как стимул для дальнейшего развития и продвижения манги в Японии. Вместе с наградой победители также получают небольшой денежный приз. Многие из художников, получившие награду Тэдзуки, впоследствии становятся знаменитыми, поэтому она считается чрезвычайно престижной.